# Berthelming
Berthelming – miejscowość i gmina we Francji, w regionie Grand Est, w departamencie Mozela.
Według danych na rok 1990 gminę zamieszkiwało 501 osób, a gęstość zaludnienia wynosiła 47 osób/km² (wśród 2335 gmin Lotaryngii Berthelming plasuje się na 593. miejscu pod względem liczby ludności, natomiast pod względem powierzchni na miejscu 560.).